# تي في آر ساجاريس
تي في آر ساجاريس  (بالإنجليزية: TVR Sagaris)‏ هي سيارة من تصنيع شركة تي في آر.